# القرية (حفاش)

تعديل مصدري - تعديل

القرية هي إحدى قرى عزلة الذارى بمديرية حفاش التابعة لمحافظة المحويت، بلغ تعداد سكانها 87 نسمة حسب تعداد اليمن لعام 2004.